# Milvus
Genre
Milvus est un genre  de rapaces diurnes de la famille des Accipitridae.

## Liste desespèces
D'après la classification de référence (version 14.1, 2024) de l'Union internationale des ornithologues, il y a 3 espèces du genre Milvus (ordre philogénique) :
- Milvus milvus (Linnaeus, 1758) – Milan royal ;
- Milvus migrans (Boddaert, 1783) – Milan noir ;
- Milvus aegyptius (Gmelin, JF, 1788) – Milan d'Afrique[2], Milan d'Égypte[3] ou Milan à bec jaune[4].

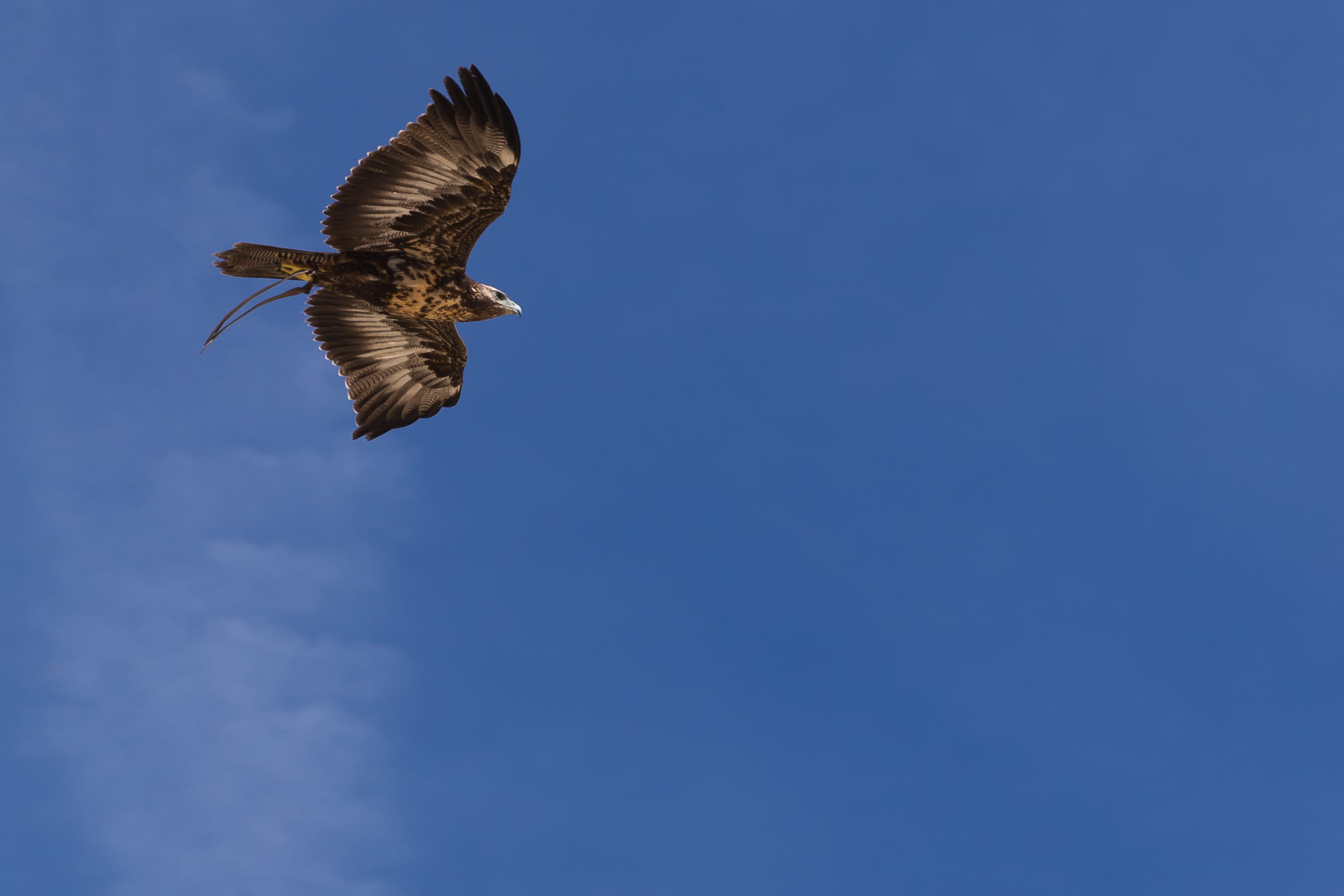
Milvus migrans (Milan noir)

## Répartition géographique

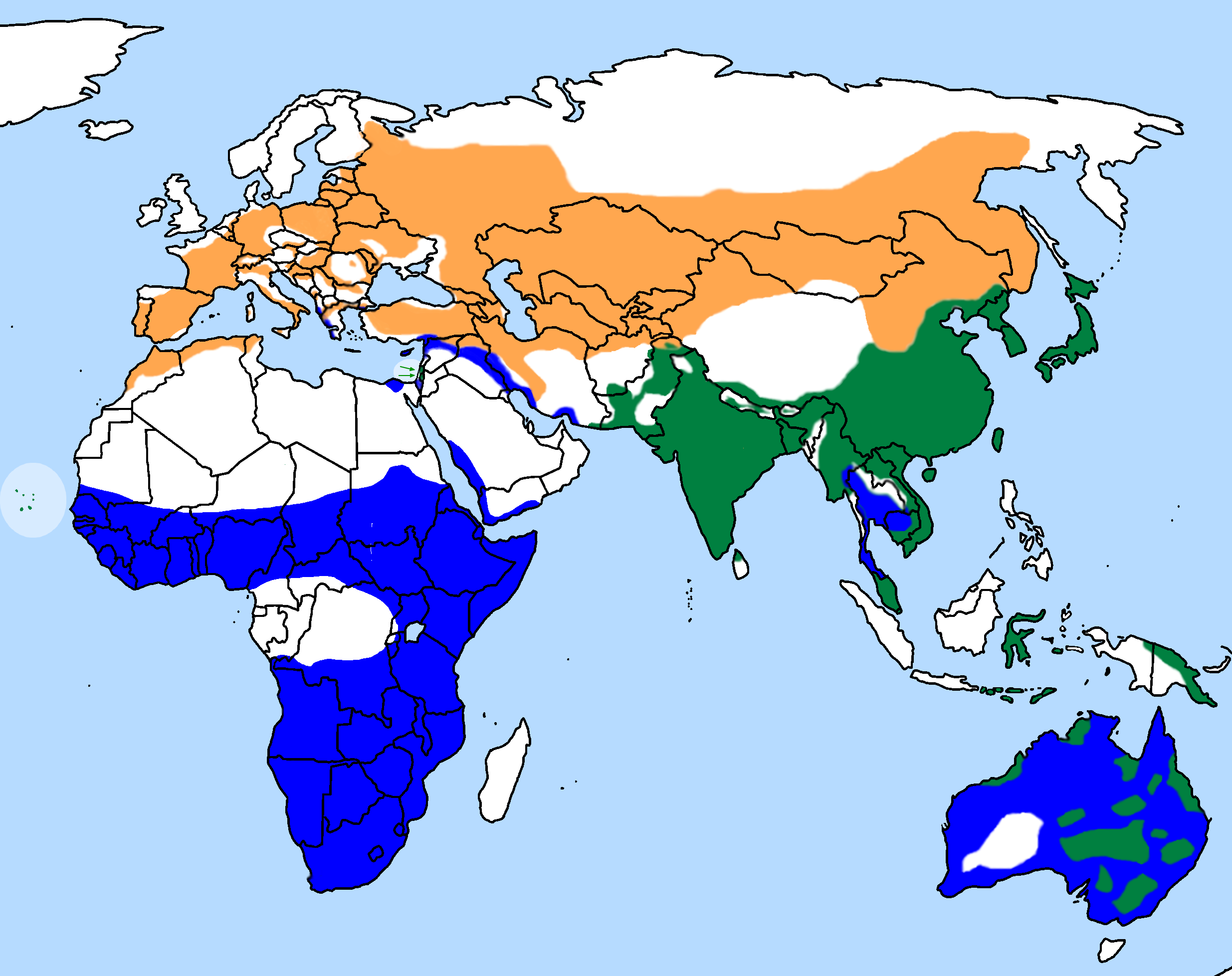
Milvus migrans
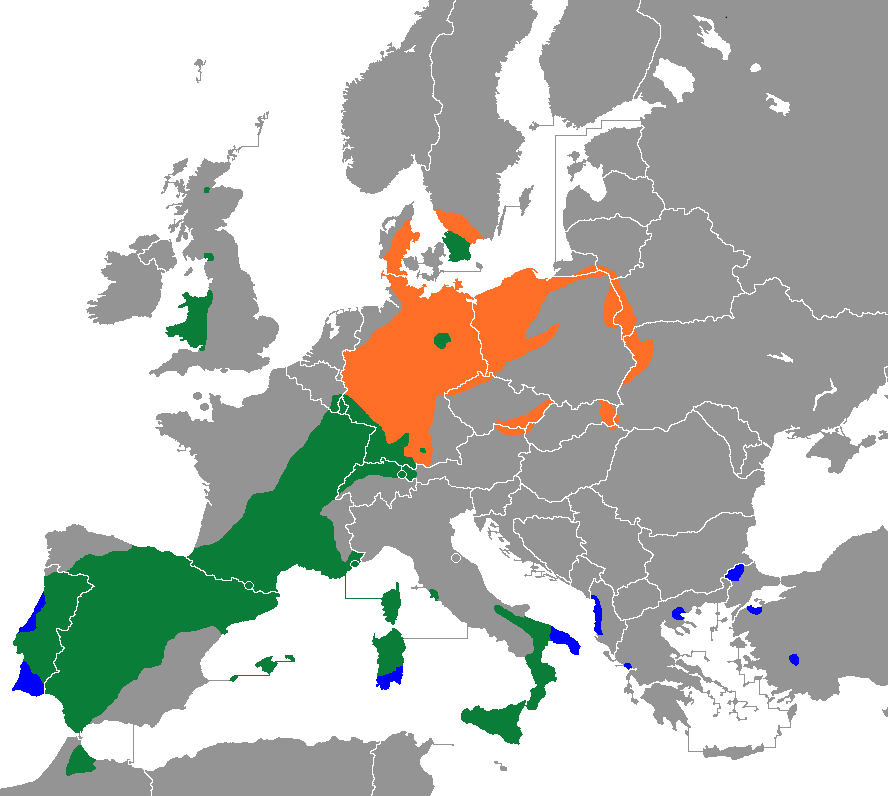
Milvus milvus